# Kara Vallow

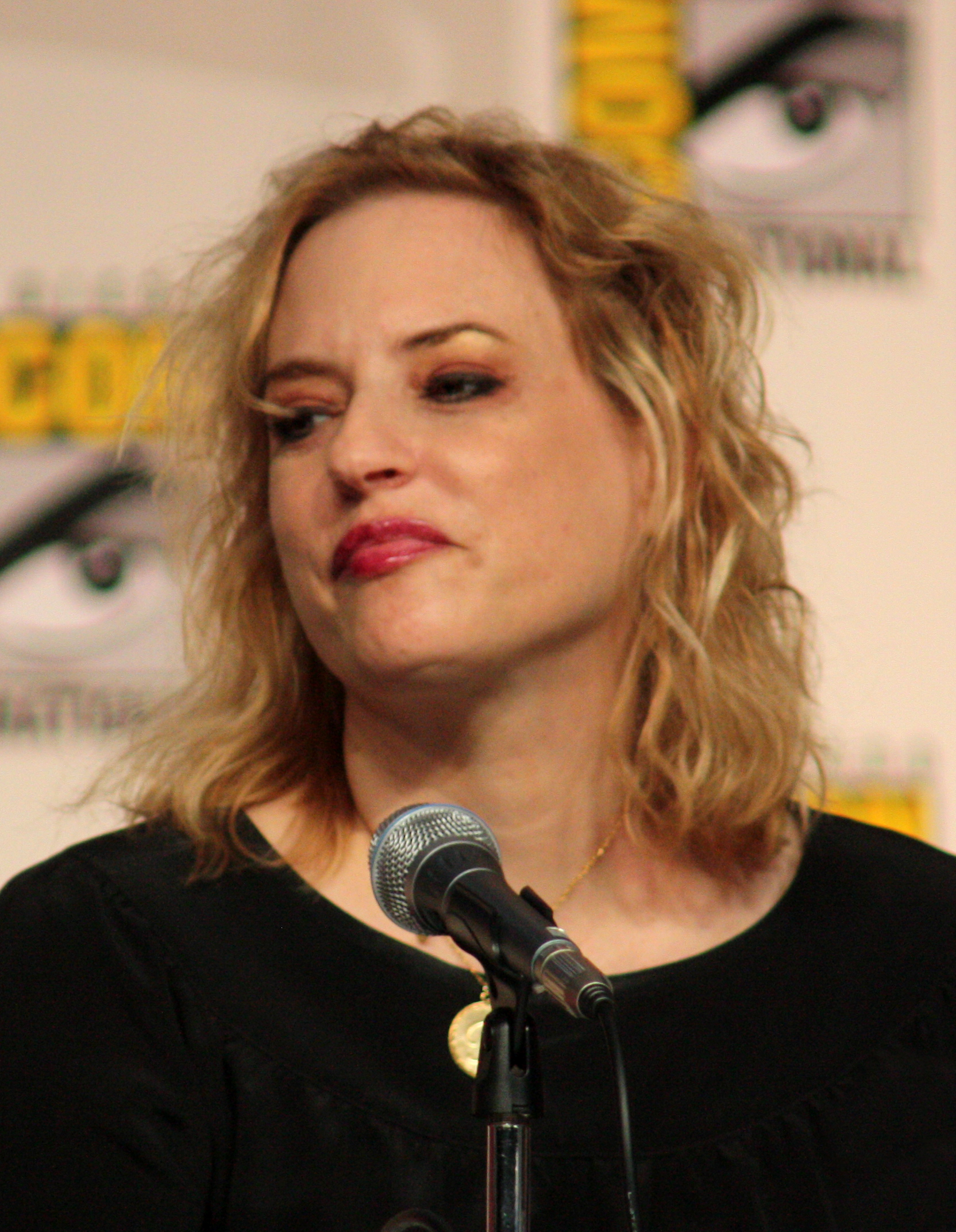
Kara Vallow en la Comic Con de San Diego de 2009

Kara Vallow (1 de noviembre de 1967, Filadelfia, Pensilvania, Estados Unidos) es una productora conocida por su labor en las series de Seth MacFarlane, Padre de familia, American Dad y The Cleveland Show.